# Потулов, Иван Терентьевич
Иван Терентьевич Потулов (19 [30] октября 1782, Чернобаево, Пронский уезд, Рязанская губерния, Российская империя — 28 февраля [12 марта] 1835, Замошье, Мосальский уезд, Калужская губерния, Российская империя) — военнослужащий Русской императорской армии, генерал-майор, командир Сибирского 9-го гренадерского полка (1815—1823), Георгиевский кавалер (1821).

## Биография
Родился 19 октября 1782 года и был крещён 29 октября в церкви села Чернобаево Пронского уезда.
15 сентября 1797 года чине портупей-юнкера вступил в службу в Астраханский гренадерский полк. Был в походах: в 1806 году — в Молдавии; с 15 ноября — при занятии Хотина; в 1807 году — в Пруссии, против французов; 4 февраля — в сражении под Остроленкой; с 29 мая 1809 по 19 апреля 1810 года — в Галиции; с 27 августа — в Молдавии; с 17 октября — за Дунаем, под Никополем.
10 марта 1812 года в чине майора направлен в Сибирский гренадерский полк. 4 и 5 августа 1812 года участвовал в сражении под Смоленском; 24 и 25 августа в сражении при Бородино, где был ранен саблей в голову в трех местах, с повреждением черепа, причем перерублен нос, левый бок проколот штыком и разбита грудь конскими копытами. 31 июля 1815 года был назначен командиром Сибирского гренадерского полка.
20 апреля 1813 года участвовал в сражении при Люцене; 23 апреля — при Гердорфе; 7, 8 и 9 мая — под Бауценом; 27 августа — под Пирной; 29 августа — при Теплице; 4 и 6 октября — при Лейпциге за отличие в которой получил золотую шпагу с надписью «За храбрость» и прусский орден «За заслуги».
20 января 1814 года участвовал в сражении при Шатобриене; 22 января — под Сен-Мартеном; 8 марта — при Арси; 18 марта — при взятии Парижа; в 1815 — во втором походе во Францию.
14 декабря 1823 года «за ранами» уволен со службы в чине генерал-майора с мундиром и пенсией.
С 11 ноября по 15 декабря 1830 года во время эпидемии холеры являлся попечителем 19-го участка Мосальского уезда.
Скончался 28 февраля 1835 года (по другой версии — 10 декабря 1852 года) в селе Замошье Мосальского уезда, а 13 ноября 1835 года имена его потомком внесены в VI часть ДРК Рязанской губернии.
16 августа 2015 года останки генерала и членов его семьи были торжественно перезахоронены близ храма Святителя Николая в селе Барятино Калужской области.

## Чины
- Прапорщик (3.10.1800)
- Подпоручик (26.01.1803)
- Поручик (6.10.1804)
- Штабс-капитан (10.06.1809)
- Капитан (17.03.1810)
- Майор (10.03.1812)
- Подполковник (18.03.1814)
- Полковник (6.10.1817)
- Генерал-майор (14.12.1823)

## Награды
- Орден Святой Анны 2-й степени («за отличие»)
- Серебряная медаль за кампанию 1812 года на голубой ленте
- Орден Святого Владимира 4-й степени с бантом
- Золотое оружие «За храбрость»
- Pour le Mérite
- Орден Святого Георгия 4-й степени (20.01.1814; за 25 лет службы в офицерском чине)
- Медаль «За взятие Парижа»
- Знак отличия беспорочной службы XX лет

## Семья
- Брат — Сергей Терентьевич, прапорщик, погиб во время заграничного похода русских войск
- Брат — Пётр Терентьевич, штабс-капитан, погиб во время заграничного похода русских войск
- Жена — Мария Дмитриевна Львова